# Chris O’Hare
Chris O'Hare (ur. 23 listopada 1990 w West Linton) – brytyjski lekkoatleta specjalizujący się w biegach średniodystansowych.
Brązowy medalista biegu na 1500 metrów podczas mistrzostw Europy w Zurychu (2014).
Złoty medalista mistrzostw Wielkiej Brytanii oraz mistrzostw NCAA.

## Osiągnięcia
| Rok  | Impreza                                   | Miejsce        | Konkurencja         | Lokata      | Wynik   |
| ---- | ----------------------------------------- | -------------- | ------------------- | ----------- | ------- |
| 2008 | Mistrzostwa Europy w biegach przełajowych | Bruksela       | bieg juniorów       | 28. miejsce | 19:33   |
| 2008 | Igrzyska Wspólnoty Narodów młodzieży      | Pune           | bieg na 1500 metrów | 8. miejsce  | 3:53,89 |
| 2013 | Mistrzostwa świata                        | Moskwa         | bieg na 1500 metrów | 12. miejsce | 3:46,04 |
| 2014 | Halowe mistrzostwa świata                 | Sopot          | bieg na 1500 metrów | eliminacje  | 3:40,06 |
| 2014 | Igrzyska Wspólnoty Narodów                | Glasgow        | bieg na 1500 metrów | 6. miejsce  | 3:40,63 |
| 2014 | Mistrzostwa Europy                        | Zurych         | bieg na 1500 metrów | 3. miejsce  | 3:46,18 |
| 2015 | Halowe mistrzostwa Europy                 | Praga          | bieg na 1500 metrów | 3. miejsce  | 3:38,96 |
| 2015 | Mistrzostwa świata                        | Pekin          | bieg na 1500 metrów | półfinał    | 3:44,36 |
| 2016 | Halowe mistrzostwa świata                 | Portland       | bieg na 1500 metrów | 8. miejsce  | 3:46,50 |
| 2016 | Igrzyska olimpijskie                      | Rio de Janeiro | bieg na 1500 metrów | półfinał    | 3:44,27 |
| 2017 | Mistrzostwa świata                        | Londyn         | bieg na 1500 metrów | 12. miejsce | 3:38,28 |
| 2018 | Halowe mistrzostwa świata                 | Birmingham     | bieg na 1500 metrów | 8. miejsce  | 4:00,65 |
| 2018 | Igrzyska Wspólnoty Narodów                | Gold Coast     | bieg na 1500 metrów | 8. miejsce  | 3:39,04 |
| 2018 | Mistrzostwa Europy                        | Berlin         | bieg na 1500 metrów | 9. miejsce  | 3:39,53 |
| 2019 | Halowe mistrzostwa Europy                 | Glasgow        | bieg na 3000 metrów | 2. miejsce  | 7:57,19 |

## Rekordy życiowe
- Bieg na 800 metrów (stadion) – 1:47,34 (2017)
- Bieg na 800 metrów (hala) – 1:48,28 (2013)
- Bieg na 1500 metrów – 3:32,11 (2018)
- Bieg na milę (hala) – 3:36,40 (2020)